# Municipio de San Juan Quiahije
El municipio de San Juan Quiahije es un municipio situado en el estado de Oaxaca, México. Según el censo de 2020, tiene una población de 4203 habitantes.
El nombre "San Juan" deriva del santo patrón san Juan Bautista de la religión católica. En tanto, "Quiahije" proviene del zapoteco, en el que quia significa "piedra" y guixe, "monte". Por lo tanto, el significado sería "Piedra de monte".
Su cabecera es la localidad homónima.
Cuentan las personas mayores que el lugar donde ahora esta establecida la iglesia y el parque de San Juan Quiahije fue un pantano con sembradío de carrizos. Los primeros pobladores habitaron a kilómetro y medio al este de la actual iglesia. Cada vez que se veían obligados a subir al actual distrito Santa Catarina Juquila tenían que atravesar el pantano, el cerro Piedra del Rey y el cerro Espina para poder llegar a su destino. Siempre que pasaban por el pantano se les aparecía San Juan Bautista, y cuando se dejaba ver les pedía a los pobladores que le construyeran un pequeño santuario en medio del pantano. De esa manera empezaron a construir un techado con ramas y palos, y fueron mejorando su construcción hasta lograr edificar la iglesia.

## Cultura
La lengua que se habla en el territorio municipal es el chatino. De acuerdo al Instituto Nacional de Lenguas Indígenas, es el chatino del oriente. El chatino de esta población cuenta con un alto número de tonos, como en las palabras klaE 'telar', klaC 'hondura, klaF 'sueño', klaA 'viejo', klaJ 'él llegara', klaG 'tu llegaras', klaH 'tu cantaras'. La comunidad esta arraigada por una diversidad en cuanto a sus creencias, que van desde bendiciones, ofrendas y rituales etc. El 50 % de los pobladores sigue creyendo y haciendo uso de los conocimientos de los chamanes y brujos. 

#### Vestimenta
Anteriormente los pobladores hacían su propia ropa con telar y algodón. Para la vestimenta iba por rango en el caso de las mujeres, en el caso de los hombres no era necesario tenían más libertad en cuanto a su vestimenta, en la actualidad la vestimenta de los pobladores ya se esta perdiendo, solo el 40% sigue usando su vestimenta sin respetar el rango.
Las mujeres:
- Faldas tableadas y una blusa común (mujeres jóvenes).
- Vestidos bordados con encaje y tableados (señoras jóvenes).
- Faldas con encaje y enaguas ( señoras grandes o abuelas).
- Huaraches de hule.

Los hombres:
- Camisa tableada en la parte de adelante (normalmente los jóvenes no).
- Pantalón de manta (normalmente los jóvenes no).
- Huaraches de llanta.

#### Lugares sagrados
Se cuentan con algunos lugares que son considerados sagrados en los cuales se encienden velas en determinadas fechas con la finalidad de honrarlas, se hacen ofrendas a la tierra (se entierra pan, vino, chocolate, huevo, en algunos casos sangre de pollo o pollo), los lugares más frecuentados para realizar estas actividades son: Cerro Espina, Cerro Piedra del Rey, Piedra Santo, Piedra Traviesa, Cerro Manteca.

#### Bendiciones, Ofrendas y Rituales
- Nacimiento.
- Recreación del nacimiento.
- Apadrinamiento.(Bautismo, primera comunión, confirmación)
- Bodas (los novios bailan junto con sus padrinos la música tradicional, la chilena; si alguno de ellos no sabe bailar se prolonga más la canción y es considerado como vergüenza).
- Pedida de mano.
- Nombramiento para un cargo.
- El primero de cada mes.
- Al final de cada mes.
- Fallecimiento.
- Fallecimiento en servicio de la comunidad.

## Geografía
El municipio abarca una superficie de 249.14 kilómetros cuadrados y se encuentra a una altitud que oscila entre los 2500 y los 400 metros sobre el nivel del mar.
Colinda al norte con los municipios de Santa Cruz Zenzontepec y Santiago Minas; al este con los municipios de Santiago Minas y Santa Catarina Juquila; al sur con los municipios de Santa Catarina Juquila y San Miguel Panixtlahuaca; y al oeste con los municipios de Tataltepec de Valdés y Santa Cruz Zenzontepec.
El municipio pertenece por completo a la subprovincia Cordillera Costera Sur, dentro de la provincia Sierra Madre del Sur. El 91.64% de su territorio se encuentra en el sistema de topoformas "sierra alta compleja" y el 8.36% restante en el sistema de topoformas "cañón típico".

### Orografía
Los cerros más reconocidos para la población son: Cerro Espina, que es el más alto; Cerro Pegajoso, Cerro Rico, Cerro Manteca, Cerro Piedra del Rey, Cerro Viejo, Cerro Frente Ardilla, Cerro Guajolote, Cerro Trompo, Cerro de Cieneguilla y el peñasco donde se seca la piel. Este último es de gran importancia religiosa para la comunidad.

### Hidrografía
La comunidad pertenece a la Región Hidrográfica Costa Chica Río Verde (RH20) y a la Cuenca Rio Atoyac (INEGI, 2005). En el municipio, además del río Atoyac, se encuentran los siguientes ríos y arroyos: Arroyo Naranjo, Rio Arriero, Arroyo colorado, Arroyo Siete, Arroyo Peña, Rio Metate, Arroyo Tierra Blanca, Arroyo Salado, Arroyo Triste, Arroyo Cieneguilla, Arroyo Llano Verde, Arroyo maguey, Arroyo Barranca , Arroyo Rancho Viejo y Arroyo Manteca.

## Demografía
De acuerdo al último censo, realizado por el INEGI en 2020, en el municipio habitan 4203 personas, repartidas entre 8 localidades. Del total de habitantes de San Juan Quiahije, 3694 personas dominan alguna lengua indígena, de las cuales 3691 hablan el chatino.

### Grado de marginación
De acuerdo a los datos del censo de 2020, el 26.6% de la población del municipio vive en condiciones de pobreza extrema. El grado de marginación de San Juan Quiahije es clasificado como alto. En 2014 el municipio fue incluido en la Cruzada nacional contra el hambre.

## Educación

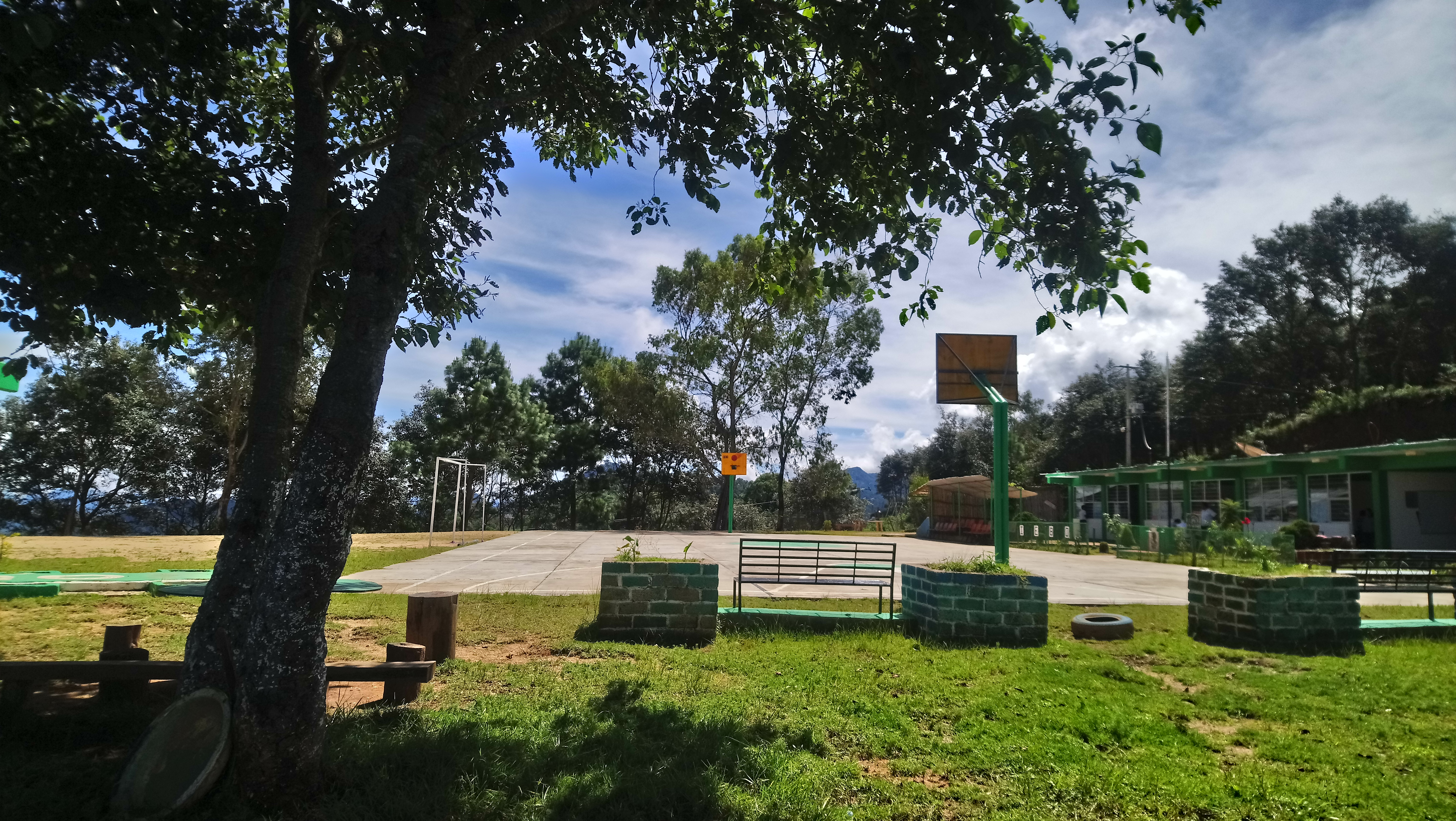
Vista del plantel

El municipio hasta la fecha cuenta con once instituciones educativas del nivel inicial hasta el nivel medio superior:
- Un centro de educación inicial
- Cuatro centros de educación preescolar (Ignacio Allende, Vicente Guerrero, Niños Héroes)
- Tres centros de educación primaria (Emiliano Zapata, Guillermo Prieto y Rafael Ramírez)
- Dos escuelas telesecundaria
- Un centro de educación medio superior (IEBO)
- Una biblioteca.

## Política
El municipio se rige mediante el sistema de usos y costumbres, eligiendo gobernantes cada tres años de acuerdo a un sistema establecido por las tradiciones de sus antepasados.
Cada ciudadano tiene la obligación de proporcionar el servicio para la comunidad, siempre y cuando que no estén estudiando, aunque sean menores de edad; se empieza a servir como topil y posteriormente se escalando cada rango
1. 1. Topiles.
  2. Teniente.
  3. Vaqueros.
  4. Tequitlatos.
  5. Mayor de los totiles.
  6. Mayor primero.
  7. Policía municipal, comité de educación y regidores de un año.
  8. Mayordomo.
  9. Juez de vara y comandante de policía.
  10. Encargados del rancho municipal.
  11. Fiscales.
  12. Suplente del presidente municipal y Suplente del sindico.
    1. Segundo secretario.
    2. Primer secretario.
    3. Consejo de vigilancia.
    4. Tesorero.
    5. Secretario.
    6. Secretario.

  13. Regidores de tres años.
  14. Síndico municipal y comisaría de bienes comunales.
  15. Presidente municipal.
  16. Alcalde.
  17. Suplente mayor.

## Religiones
Más del 50 % de la población sigue profesando la religión católica. La iglesia de San Juan Bautista pertenece a la parroquia de San Miguel Arcángel, ubicada en San Miguel Panixtlahuaca. El resto de la población profesa otras religiones (protestantes).

## Representación legislativa
Para la elección de diputados locales al Congreso de Oaxaca y de diputados federales a la Cámara de Diputados federal, el municipio de San Juan Quiahije se encuentra integrado en los siguientes distritos electorales:
Local:
- Distrito electoral local de 23 de Oaxaca, con cabecera en San Pedro Mixtepec.[9]

Federal:
- Distrito electoral federal 9 de Oaxaca, con cabecera en Puerto Escondido.[10]